# Storia di Ferrara
La storia di Ferrara, la città più giovane tra i capoluoghi dell'Emilia, inizia nella seconda metà del I millennio, un momento importante coincise col trasferimento della sede vescovile da Voghenza e il suo nome venne usato ufficialmente la prima volta nel 753.

## Origini della città

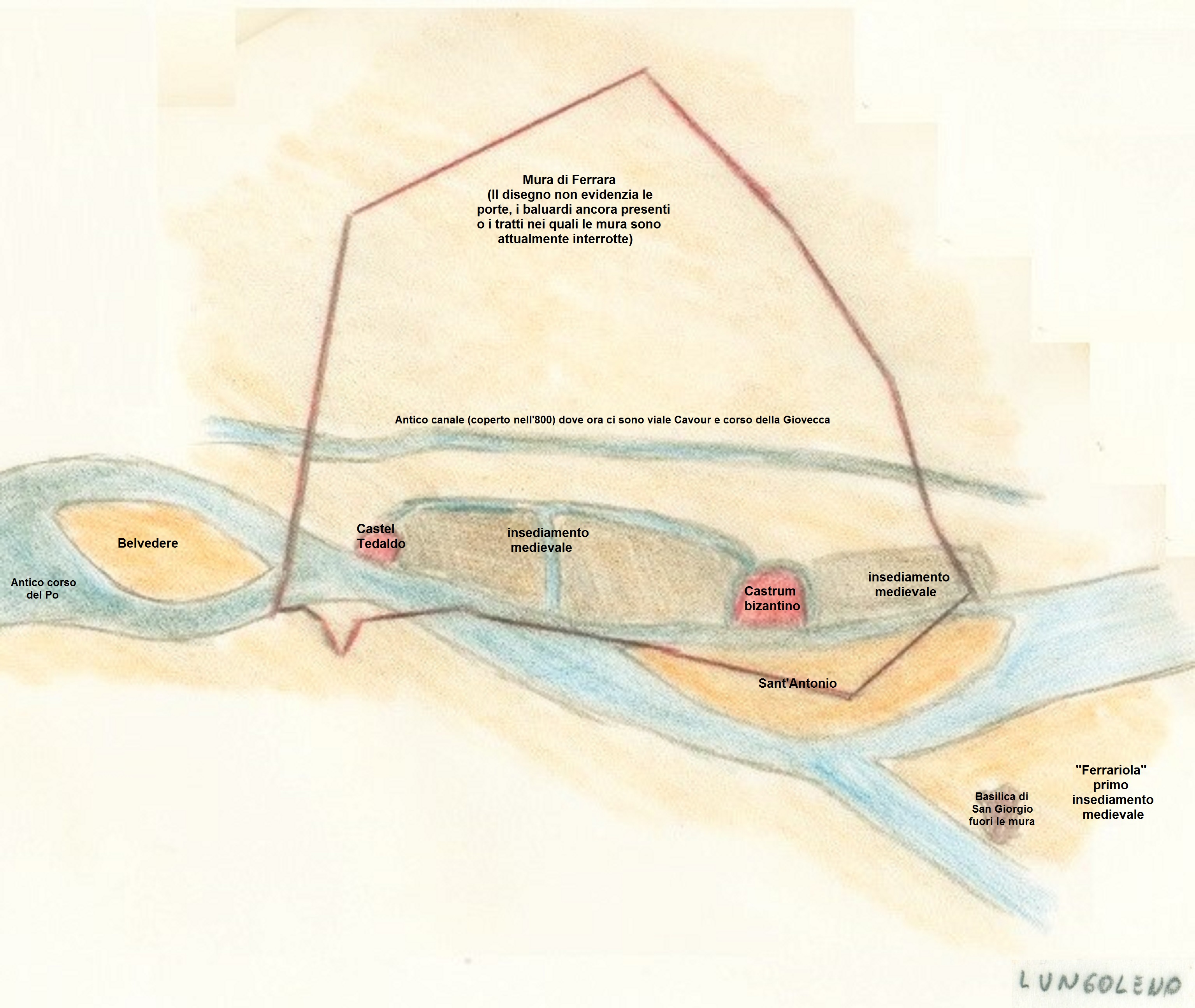
Posizione dell'antica Ferrariola e della basilica di San Giorgio fuori le mura, prima sede vescovile di Ferrara.

Verso la fine del XX secolo alcuni ritrovamenti archeologici hanno documentato la presenza nel territorio di Quacchio e di Aguscello di tracce del passaggio degli eserciti romani e malgrado la difficoltà di reperire fonti attendibili sulla nascita della città è sicuro che i primi insediamenti territoriali di grande importanza furono Spina, Comacchio, Pomposa e Voghenza e che questi abbiano poi influenzato e determinato il futuro sviluppo cittatino. Anche le continue invasioni barbariche che devastarono Voghenza fra il VII e l'VIII secolo, tra cui quella più nota fu l'invasione dei Longobardi, ebbero un ruolo importante e un momento determinante per la nascita della città fu il trasferimento della sede vescovile da Voghenza al borgo San Giorgio nell'allora Polesine di San Giorgio presso la biforcazione del Po voluta dal vescovo Maurelio che intendeva così staccarsi dal controllo della diocesi ravennate legata all'Esarcato d'Italia controllato dall'Impero bizantino per ribadire la sua fedeltà alla Chiesa latina di Roma. Maurelio venne martirizzato dalla fazione favorevole a Ravenna nel 664, venne in seguito considerato santo dalla Chiesa cattolica e copatrono di Ferrara con san Giorgio. Altre fonti ritengono che Maurelio sia stato invece ucciso a Edessa, sua città di origine. anche se questo non modifica il fatto storico che località scelta per la nuova sede vescovile fu la Ferrariola, una fortificazione militare posta sulla riva destra del fiume Po, che allora scorreva più a sud, quasi in corrispondenza del castrum bizantino che si trovava sulla riva opposta. Ferrariola divenne il primo insediamento abitato di Ferrara. Il borgo nato sulla lingua di terra delimitata dalle acque della biforcazione con la quale il Po si divideva in due rami, chiamati Volano e Primaro fu il primo insediamento abitato di Ferrariola. Il castrum è stato individuato nella zona di via Porta San Pietro e il perimetro dell'impianto viario disegna un ferro di cavallo.

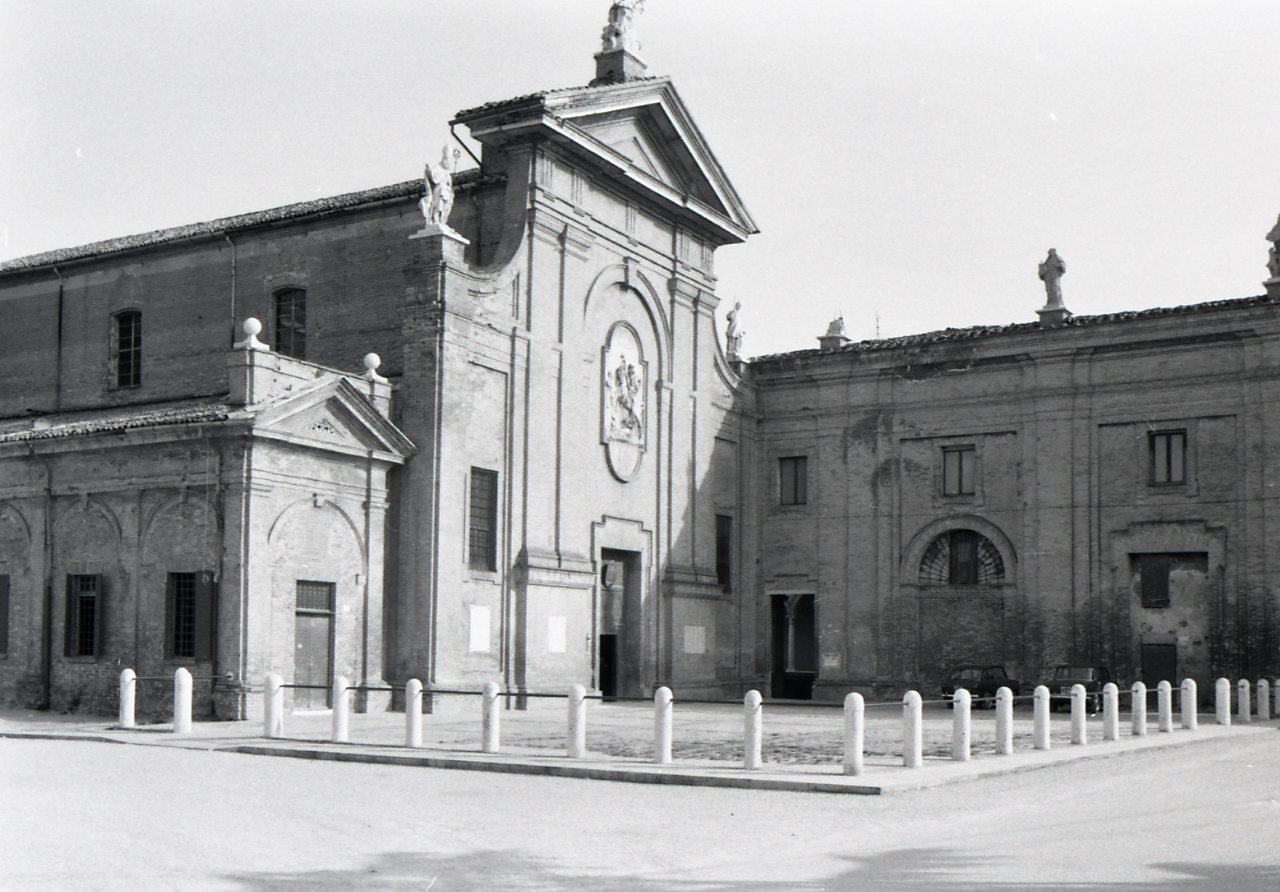
Antica basilica di San Giorgio fuori le mura in un servizio fotografico di Paolo Monti del 1969

Ufficialmente la denominazione della città nacque nel 753, quando il re longobardo Astolfo utilizzò il nome Ferrara in un documento scritto in cui citava la supremazia dell'abbazia di Nonantola su Ferrara e Comacchio, località facenti parte dell'Esarcato di Ravenna, caduto in mano longobarda tre anni prima.
Il dominio longobardo fu comunque breve, perché nel 774 il re franco Carlo Magno, dopo aver sconfitto l'ultimo re dei Longobardi, Desiderio, restituì la città e il suo territorio alla Santa Sede e da quel momento il potere venne gestito dal pontefice romano, dall'impero e dalle più influenti famiglie locali legate o al papa o all'imperatore. Nel 986 per volere di papa Giovanni XV divenne feudo del conte Tedaldo di Canossa, già margravio di Toscana e conte di Modena e Canossa. Al Canossa si deve l'erezione di Castel Tedaldo, la fortezza che rimase in funzione sino al XVII secolo.
Tra la fine del X secolo e l'inizio del successivo a Tedaldo successe Bonifacio di Canossa, uno dei signori più potenti del tempo, e dalla sua unione con Beatrice di Lorena nacque, nel 1052, Matilde. I ferraresi, con la morte di Bonifacio e appoggiati dall'imperatore Enrico III il Nero, rifiutarono di riconoscere il potere di Matilde. Questa pose Ferrara sotto assedio nel 1101 e la espugnò riconquistandola con forze schiaccianti sia per terra sia per mare e composte da truppe toscane, lombarde, ravennati e veneziane. Durante il dominio dei Canossa la città fu schierata con il papa nella lotta per le investiture.

## Medioevo

### Periodo romanico

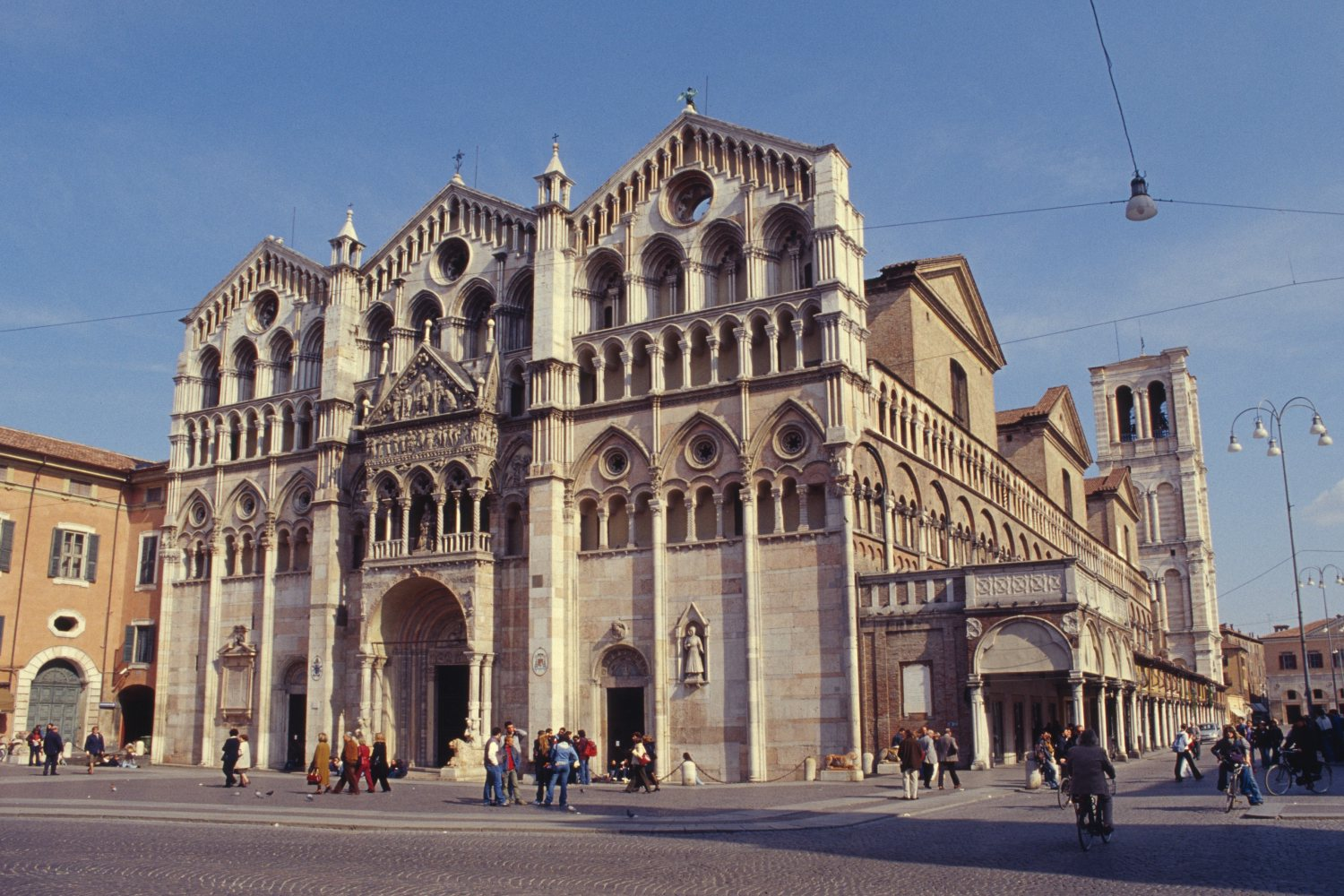
Cattedrale

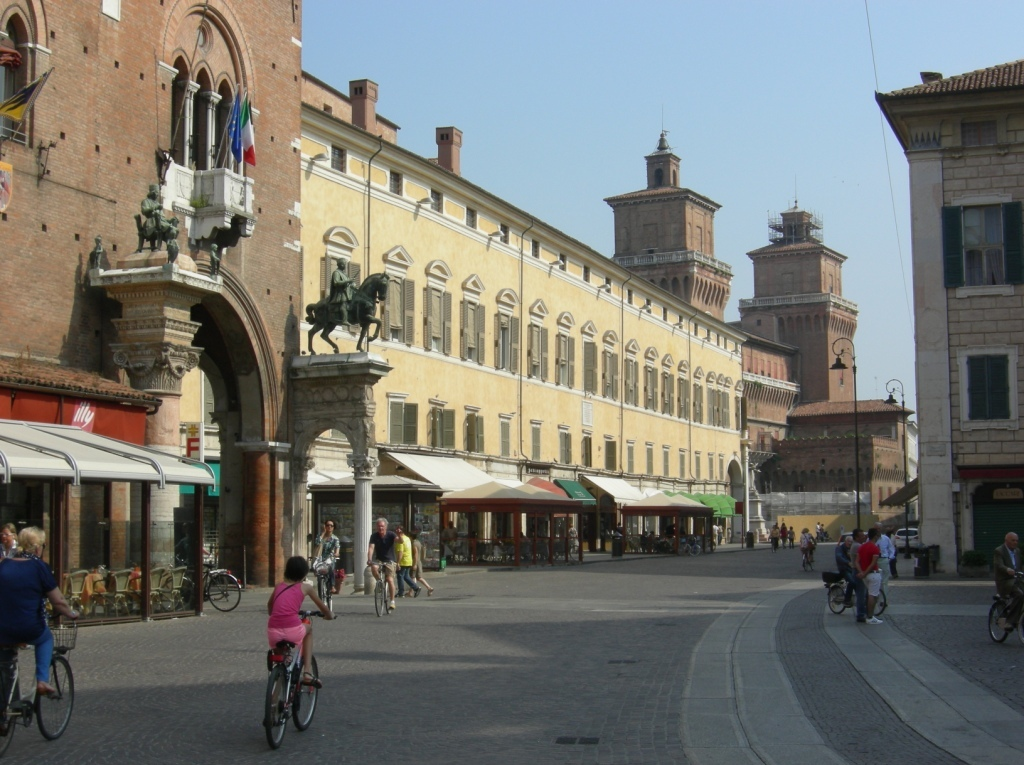
Palazzo Comunale e Castello Estense

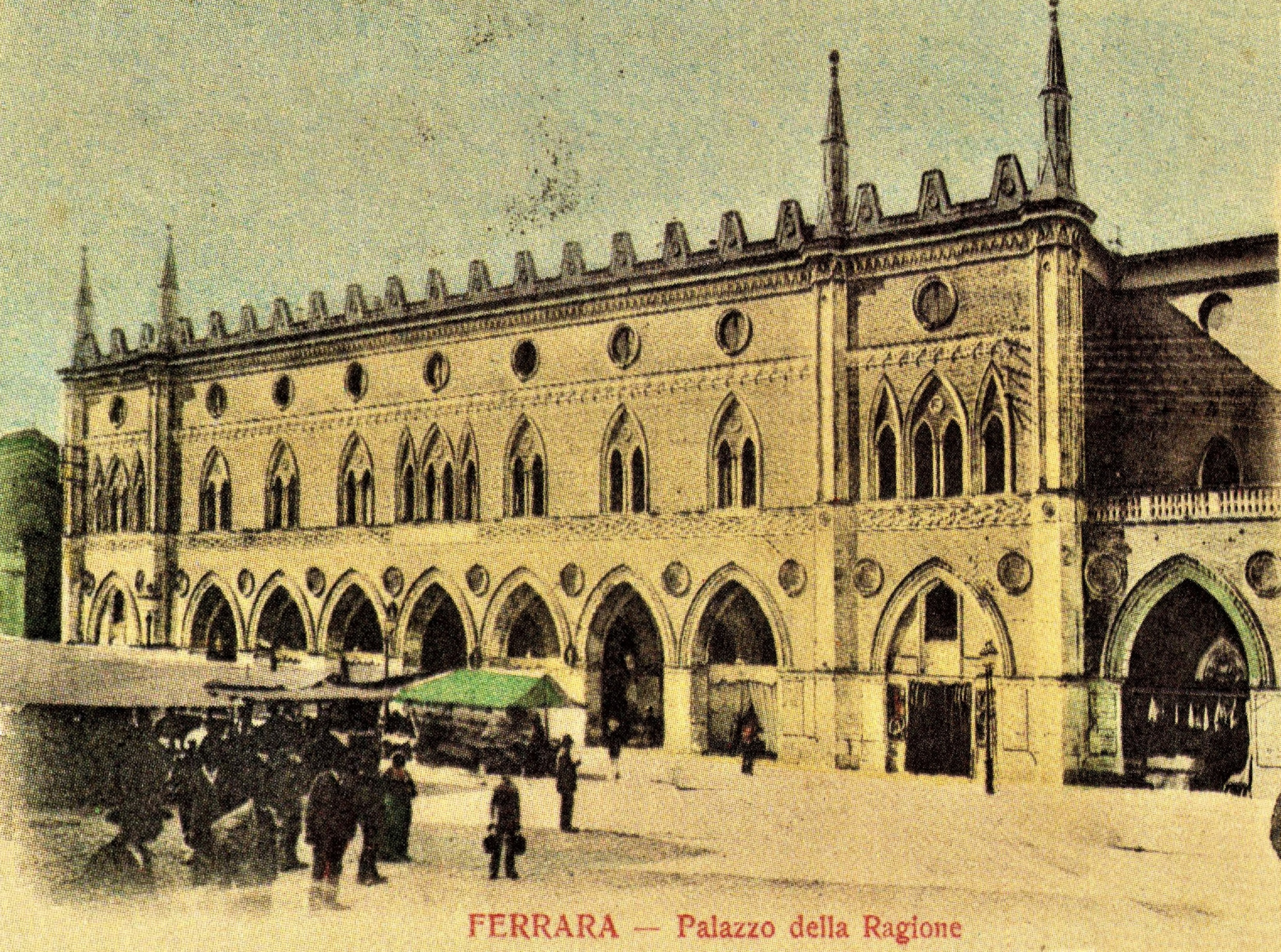
Palazzo della Ragione come appariva all'inizio del XX secolo

Con la morte di Matilde di Canossa, avvenuta nel 1115, per Ferrara iniziò la fase comunale caratterizzata sempre più dallo scontro tra le famiglie cittadine più potenti e legate o al potere papale, i guelfi, o a quello imperiale, i ghibellini. Intanto anche lo stesso centro amministrativo e del potere si stava spostando sempre più oltre il Po, verso nord, facendo perdere importanza al primo insediamento abitato di Ferrariola. Tra le famiglie emergenti vi furono gli Adelardi-Marcheselli, di parte guelfa, con i Torelli, di parte ghibellina. Tra le famiglie guelfe, oltre gli Adelardi-Marcheselli, di cui è attestata la presenza in città fin dagli inizi del X secolo, a fine XII secolo si aggiunsero i Linguetta, i Giocoli e i Turchi, tutte imparentate fra loro, mentre dai Torelli discesero i Salinguerra. I Giocoli eressero le proprie case turrite all'interno del Castello dei Curtensi e in seguito fecero edificare la chiesa di San Gregorio Magno.
Tra XI e XII secolo Ferrara si abbellì di molti monumenti e continuò a svilupparsi in modo lineare lungo la riva sinistra del Po. Parallela al Po si formò via delle Volte. Via dei Sabbioni, che in seguito fu chiamata via Mazzini, univa direttamente il castrum alla piazza principale della città. La sede vescovile venne spostata nel 1135 dalla primitiva basilica di San Giorgio alla nuova cattedrale di Ferrara, nel centro della città che si stava ampliando.
Attorno alla seconda metà del XII secolo in seguito alla rotta di Ficarolo il Po deviò il suo corso e rese inutilizzabile il porto cittadino sino a quel momento molto importante cambiando in modo permanente i commerci della città e facendola cadere in un periodo di crisi economica. Nel periodo successivo una parte della via dei Sabbioni prese il nome di via Saraceno per via dei giochi chiamati "Corse al Saraceno".
Affacciati sulla piazza delle Erbe, la piazza principale, vennero costruiti tre monumenti che rappresentavano i poteri religioso, politico e giudiziario:
- Cattedrale (potere religioso)
- Palazzo Comunale o Municipio (potere politico)
- Palazzo della Ragione o Tribunale (potere giudiziario)

Nella piazza centrale (poi piazza Trento e Trieste) potevano sostare tutti coloro che avevano merci da vendere come generi alimentari diversi, tessuti, scarpe e altro. All'inizio ogni mercante era libero di scegliere il luogo dove esporre la sua merce poi vennero in uso posizioni ben precise. La piazza era poi il luogo in cui potevano scoppiare disordini e vere e proprie rivolte, come ad esempio lo scontento per l'imposizione di tasse eccessive. L'episodio storicamente più grave avvenne più tardi quando era marchese Niccolò II d'Este. I ferraresi insorsero contro le tasse eccessive chiedendo la punizione di chi era ritenuto responsansabile, il giudice dei savi Tommaso da Tortona, consigliere del marchese e semplice esecutore delle sue direttive. Niccolò consegnò Tommaso alla folla inferocita che lo fece letteralmente a pezzi e questo spinse poi gli Este a far costruire il Castello Estense.

### Signoria degli Este
Guglielmo II Adelardi, uno dei massimi esponenti della fazione guelfa cittadina, progettò di dare in sposa la nipote Marchesella, unica erede dei loro beni, ad un membro della famiglia ghibellina dei Torelli per pacificare le fazioni in lotta per il potere. Dopo la morte di Guglielmo e del fratello tuttavia il suo tutore ravennate Pietro Traversari e lo zio Giocolo Giocoli la promisero in sposa ad Azzo VI d'Este. Il matrimonio non venne mai celebrato a causa della prematura morte della promessa sposa nel 1186 gli Este tuttavia ereditarono i possedimenti della famiglia Adelardi trasferendo nel loro casato i titoli legati. Da questo momento gli Este assunsero un peso sempre maggiore nel potere cittadino. Dopo alcune ostilità con le famiglie ghibelline Salinguerra e Torelli (nel 1240 Ferrara fu assediata sia da terra sia dal Po dagli Este, dai veneziani e dai mantovani), Azzo Novello fu nominato podestà a vita nel 1242 e nel 1259 fece prigioniero in battaglia Ezzelino III da Romano. Gli successe il nipote Obizzo II che venne nominato dal papa Capitano generale e difensore dello Stato Pontificio.
Quando già si era rafforzato nella città il dominio degli Este, comparvero i primi Statuti, come il codice di Obizzo II d'Este, che dettavano regole per la vita della città. Con gli statuti del 1287 vennero ufficializzate norme già in uso attinenti alla difesa del territorio, la manutenzione urbana, la regolazione del rapporto tra proprietà vicine e il suolo pubblico. Inoltre vennero stabilite regole precise per la comunità ebraica.

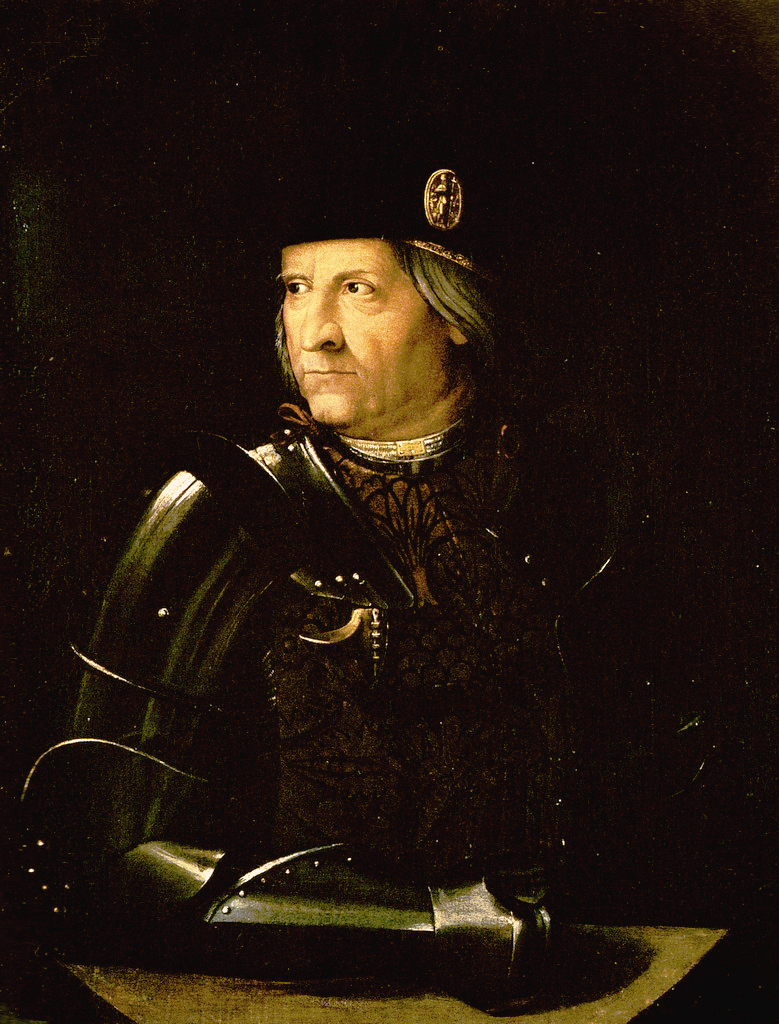
Ercole I d'Este, duca di Ferrara dal 1471 al 1505

Nel 1333 il cardinale e legato pontificio Bertrando del Poggetto tentò di soggiogare la città assediandola e arrivando sino alla sua piazza ma la reazione di Rinaldo II d'Este col forte sostegno Pinalla Aliprandi al comando di seicento fanti viscontei assieme al sostegno di truppe scaligere, gonzaghesche e fiorentine fece fallire l'attacco.
Una prima addizione (cioè ampliamento) della città risale al 1385, epoca di Niccolò II d'Este, e corrisponde alle zone di via Voltapaletto e via Savonarola e intanto, nel 1438, col marchese Niccolò III d'Este, fu una delle sedi del Concilio di Basilea, Ferrara e Firenze. Una seconda addizione risale al 1451 e si sviluppò dalle recenti via della Ghiara e via XX Settembre, su iniziativa di Borso d'Este, figlio di Niccolò, che ricevette per investitura imperiale i feudi di Modena e Reggio Emilia dall'imperatore Federico III, diventandone duca nel 1452. In entrambi i casi le mura vennero adeguatamente ampliate. Intanto Borso d'Este ottenne l'investitura papale come duca di Ferrara da papa Paolo II nel 1471. Una grave minaccia agli Este arrivò con la guerra di Ferrara, che si svolse dal 1482 al 1484. Promotore ne fu Girolamo Riario, nipote di papa Sisto IV e signore di Forlì ed Imola. Girolamo, che voleva espandere il proprio dominio, promosse un'alleanza tra lo Stato pontificio e la repubblica di Venezia, nel tentativo di impossessarsi di Ferrara. Nonostante qualche successo militare, la pace di Bagnolo non comportò però le modifiche che Sisto IV e Girolamo Riario desideravano. L'Addizione Erculea fu il terzo ampliamento voluto dal duca Ercole I d'Este nel 1492 e realizzato su progetto dell'architetto Biagio Rossetti e dell'umanista di corte Prisciano Prisciani. Questo comportò l'allargamento della città verso nord superando le precedenti mura medievali dove poi si formò corso della Giovecca che separa la città medioevale a sud da quella rinascimentale a nord. Ferrara divenne così la prima città moderna d'Europa. Verso la fine del XX secolo questo ampliamento permise l'inserimento della città fra i patrimoni dell'umanità dall'UNESCO e le sue mura vengono esplicitamente citate negli atti ufficiali.

## Rinascimento

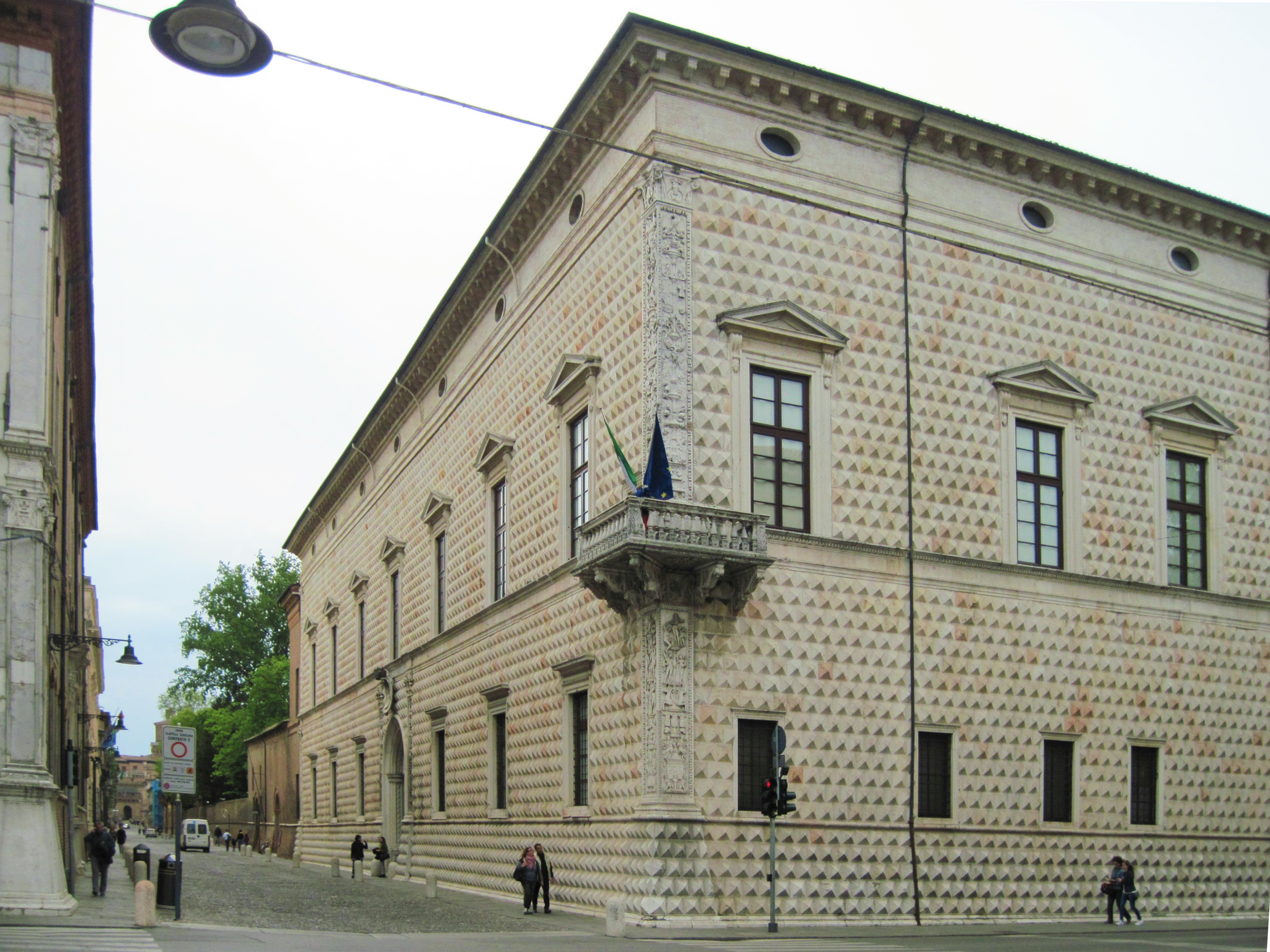
Palazzo dei Diamanti, sul Quadrivio degli Angeli

La dinastia degli Este fece di Ferrara la capitale di un piccolo ma culturalmente attivo stato regionale. Dalla seconda metà del XV secolo alla corte convennero importanti artisti come Piero della Francesca, Pisanello, Leon Battista Alberti, Andrea Mantegna, Rogier van der Weyden, Dosso Dossi, Tiziano, Giovanni Bellini, Benvenuto Tisi da Garofalo, Ludovico Ariosto, Torquato Tasso, Niccolò Copernico e Paracelso. In pittura si era sviluppata la scuola ferrarese con Cosmè Tura, Ercole de' Roberti e Francesco del Cossa. Ercole I d'Este combatté contro Venezia e il figlio Alfonso I continuò tali ostilità. Alfonso sposò Lucrezia Borgia, figlia di papa Alessandro VI e sorella di Cesare Borgia.

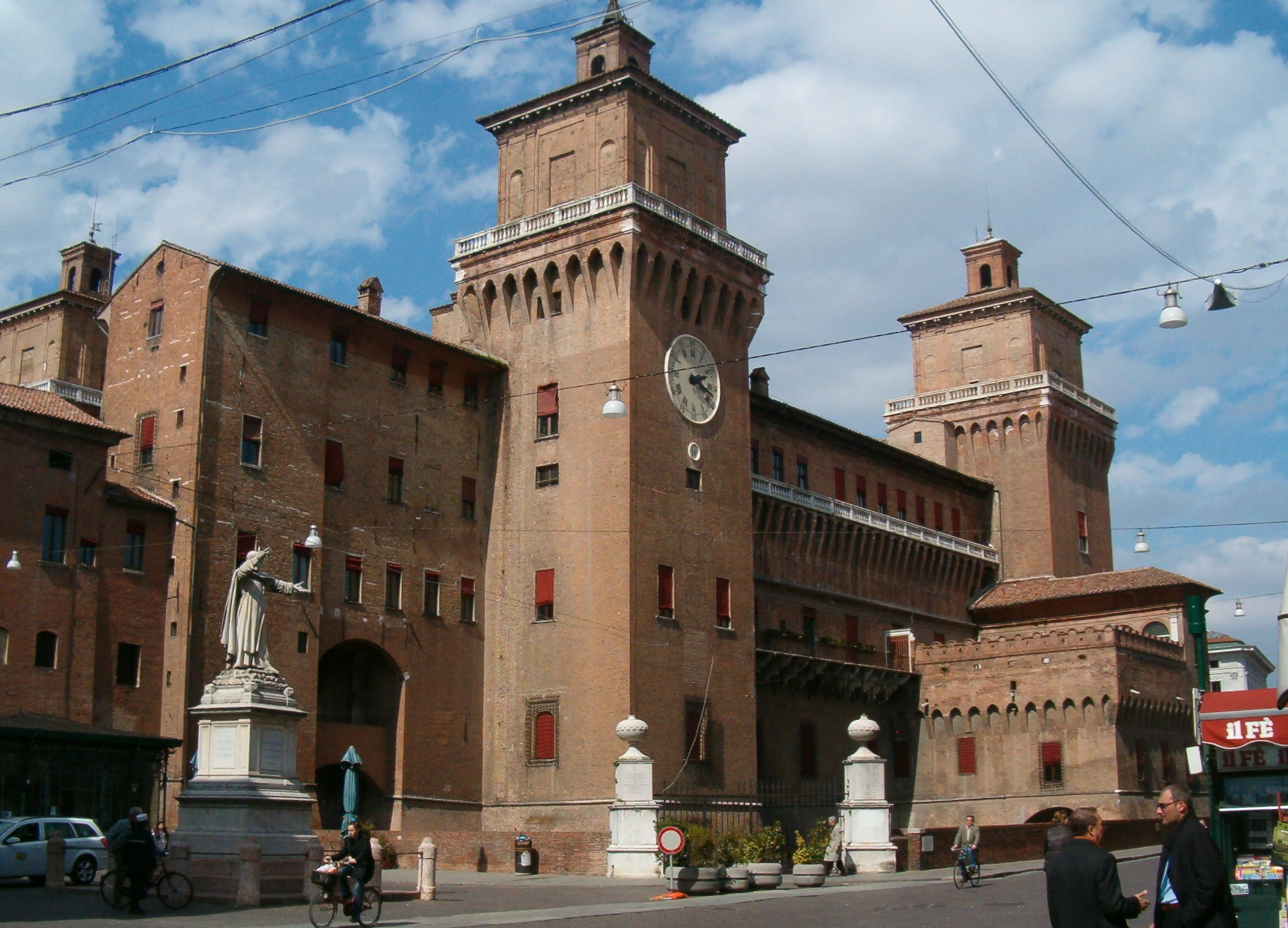
Castello Estense

Il 1492 fu l'anno della più importante crescita urbanistica, la già ricordata addizione Erculea. Nel 1509 Alfonso I venne scomunicato da papa Giulio II e nel 1512 si scontrò con l'esercito pontificio, conquistando Ravenna. Riuscì a riallacciare i rapporti con lo Stato Pontificio e gli successe il figlio Ercole II, sposato con Renata figlia di Luigi XII di Francia e della duchessa Anna di Bretagna. Suo figlio Alfonso II, malgrado le tre consorti (Lucrezia de' Medici, Barbara d'Austria e Margherita Gonzaga) non ebbe discendenti legittimi e fu l'ultimo duca di Ferrara poiché alla sua morte, nel 1597, Ferrara fu dichiarata feudo vacante da papa Clemente VIII e tornò sotto diretto controllo pontificio con la devoluzione.

## Devoluzione di Ferrara e dominazione francese

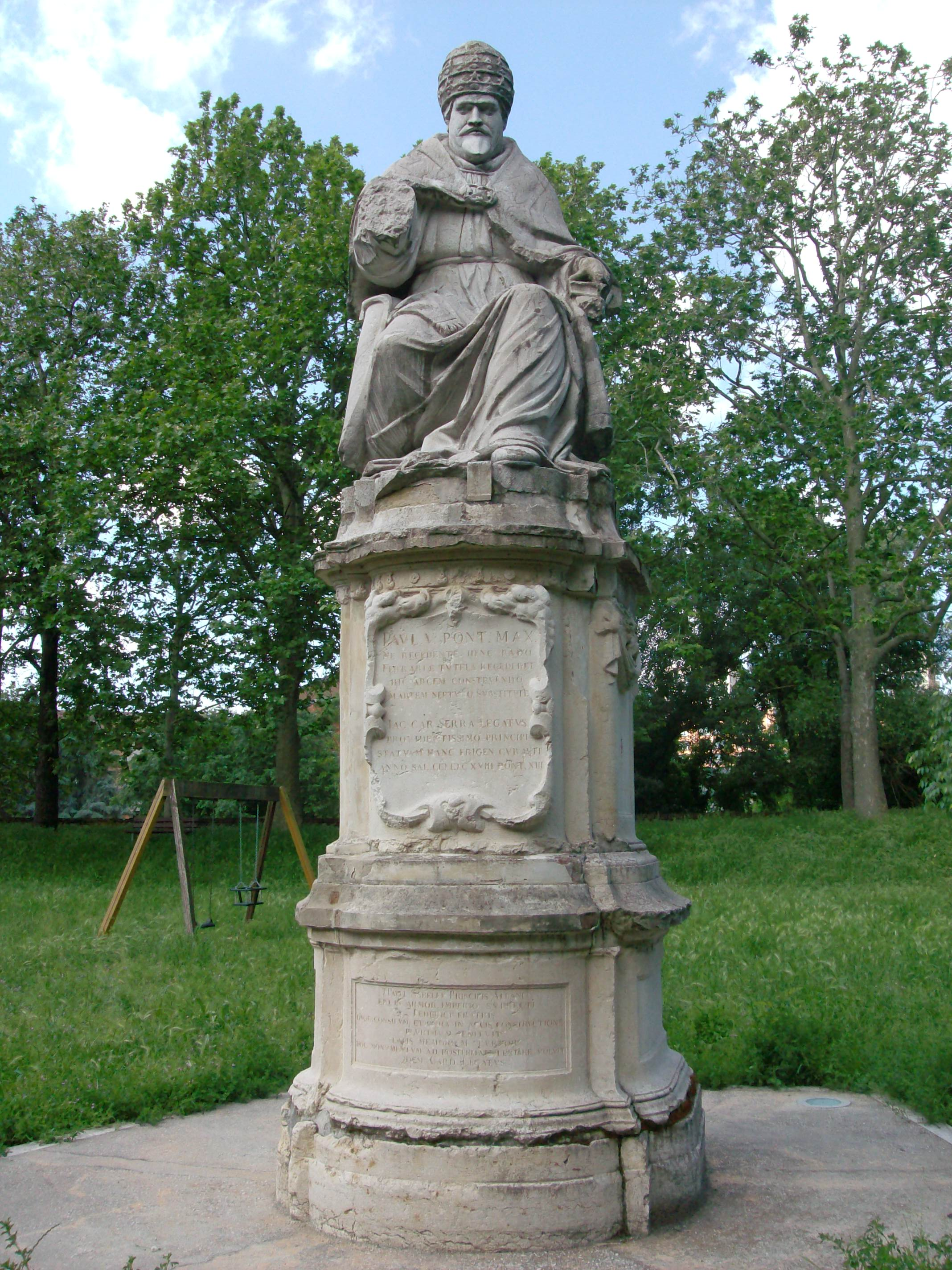
Statua di Papa Paolo V nell'area verde delimitata dai baluardi di San Paolo e Santa Maria, dove anticamente sorgeva la fortezza di Ferrara.

Con la devoluzione del 1598 la città e il territorio lasciati dagli Este passarono sotto il diretto controllo politico e amministrativo dello Stato Pontificio, con la sola parentesi napoleonica, fino al 1859 quando Ferrara entrò a far parte del Regno di Sardegna. Il passaggio segnò un inevitabile declino cittadino che tuttavia permise la conservazione del tessuto urbanistico della città medievale e rinascimentale ma si interruppero le grandi opere come le addizioni realizzate dagli Este. Per gli ebrei in pochi anni venne creato il ghetto e le loro condizioni peggiorarono sensibilmente, con nuove limitazioni alle loro libertà.
L'attività culturale a partire dal XVII secolo divenne più provinciale anche se si mantennero istituzioni come l'Università degli Studi di Ferrara, il museo numismatico, il museo di scienze naturali, l'orto botanico e numerose collezioni private di quadri, libri ed oggetti scientifici. La popolazione era per lo più analfabeta, i poveri erano numerosi e la Chiesa cattolica manteneva il suo potere spirituale, economico e politico.
Alessandro Mattei fu il legato pontificio che assistette all'arrivo delle truppe napoleoniche e, malgrado Ferrara diventasse parte della Repubblica Cispadana il 22 giugno 1796 tentò senza successo di mediare per mantenere una forma di potere papale. Ferrara entrò così a far parte della Repubblica Cisalpina e poi della Repubblica Italiana. Nel 1814 con la caduta di Napoleone Bonaparte Ferrara ritornò sotto il potere papale fino al 1859. Nei brevi anni della loro presenza le truppe di occupazione francesi si impadronirono dei beni della Chiesa e venne imposto un pesante tributo di guerra. I commissari napoleonici si resero strumenti delle requisizioni che riguardarono opere d'arte, libri e oggetti scientifici da portare in Francia.

## Età contemporanea
A partire dal XIX secolo il territorio ferrarese continuò ad essere interessato da bonifiche divenendo per lo più controllato dalla borghesia agraria, rappresentata in parte anche dalla borghesia ebrea. Sui campi ferraresi si diffuse un nuovo tipo di aratro in acciaio e sul piano industriale si iniziarono a muovere i primi passi. La novità fu l'introduzione della coltivazione della canapa, in particolare nella zona di Cento, e la conseguente attività di filatura e commercializzazione. In questo periodo nacque la società Bonifiche Ferraresi che utilizzò la forza del vapore per prosciugare e mantenere coltivabili enormi aree. Agli inizi del XX secolo, sul piano urbanistico, iniziarono le prime modifiche che portarono in seguito a un intervento in diverse aree cittadine conosciuto come Addizione Novecentista. Intanto nelle campagne cominciarono gli scioperi dei lavoratori che si sentivano esclusi dai benefici economici specialmente nel settore agricolo, visto che i terreni erano diventati tra i più produttivi a livello nazionale mentre le loro condizioni rimanevano quasi insostenibili. Venne introdotta la coltura della barbabietola da zucchero e nacquero i primi zuccherifici. Dopo la prima guerra mondiale cominciò ad affermarsi il fascismo che sfruttò nel territorio il sostegno della borghesia agraria per organizzare le sue squadre d'azione, e la figura di maggior spicco in quel momento fu quella di Italo Balbo. Episodi tragici del periodo furono l'eccidio del Castello Estense e, pochi anni dopo, l'assassinio di don Giovanni Minzoni. Nel 1936 venne creata la zona industriale di Ferrara, che avrebbe dovuto raccogliere le industrie della canapa, le distillerie, le nascenti industrie chimiche e varie altre. Altra personalità emergente ferrarese poi anche a livello nazionale fu quella di Edmondo Rossoni. Nel dicembre del 1943 un nuovo eccidio, stavolta nel periodo della Repubblica Sociale Italiana, funestò la città.

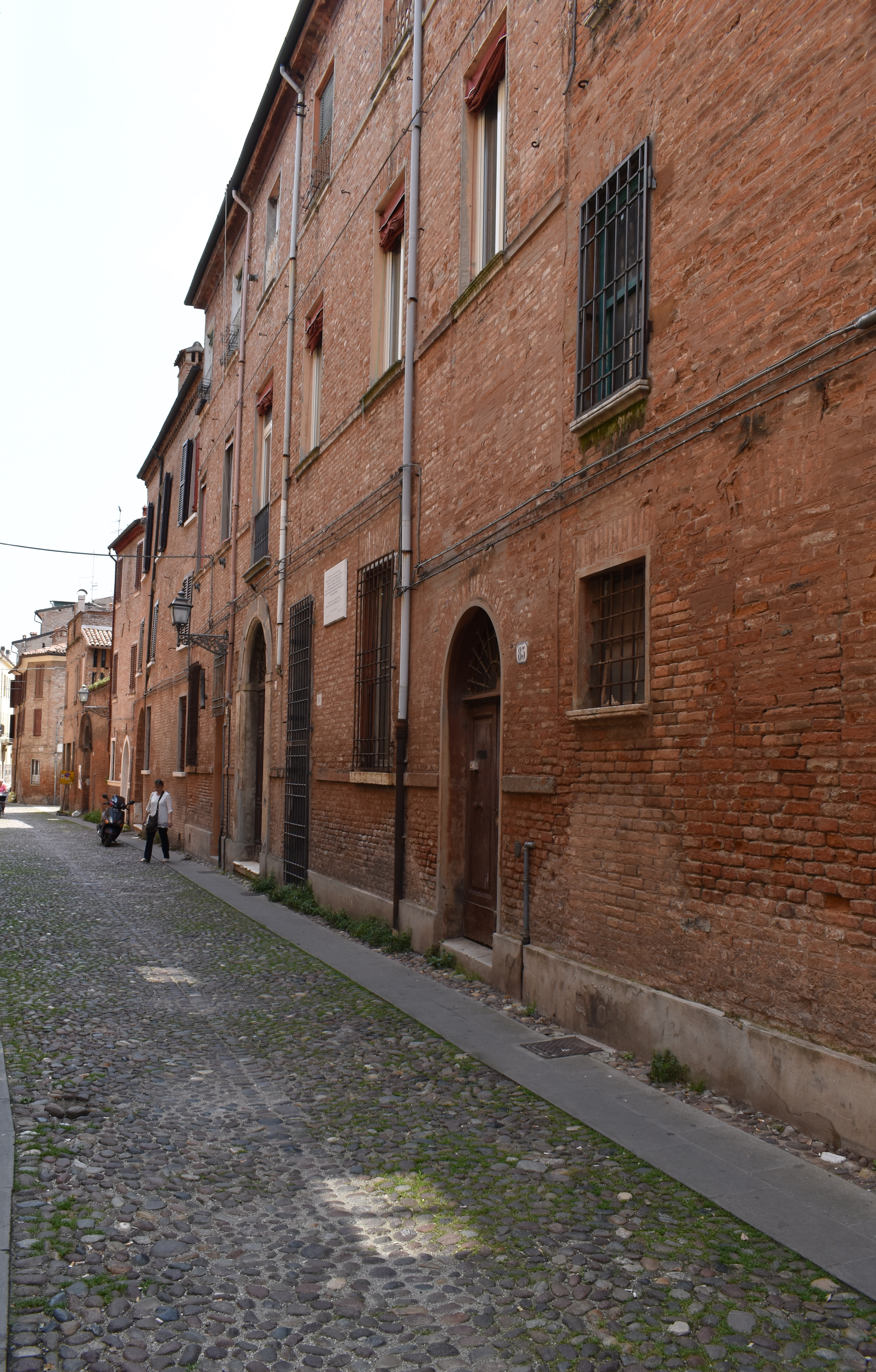
Edificio nel ghetto, in via Vignatagliata, dove ebbe sede la scuola ebraica che con la promulgazione delle leggi razziali fasciste, nel 1938, accolse tutti gli studenti ebrei e, tra gli insegnanti, ebbe anche Giorgio Bassani

Prima della fine della guerra, nel 1944, il Tempio Grande Italiano situato in via Mazzini all'interno del ghetto di Ferrara fu profanato e usato dai nazifascisti come sede di uno di campi di concentramento della Repubblica Sociale Italiana destinato a ospitare gli ebrei arrestati in città e provincia. Gli internati furono trasferiti a Fossoli in tre riprese (12 febbraio 1944, 25 febbraio 1944 e 6 marzo 1944) e di lì deportati al campo di concentramento di Auschwitz. Da quel momento, anche per le distruzioni subite, il tempio cessò di avere funzione di culto.
Dopo la seconda guerra mondiale Ferrara risultò essere ancora prevalentemente votata alle attività agricole. L'azione di bonifica delle valli continuò sino agli anni sessanta, ampliando la superficie coltivabile, il settore della canapa entrò in una crisi inarrestabile, Ferrara divenne il massimo produttore nazionale di mele con impianti dedicati alla conservazione e commercializzazione della frutta e molte attività ad essa legate come distillerie e industrie conserviere. Nella zona industriale la Montecatini fu un polo chimico di importanza nazionale e nel 1957 ospitò il primo impianto al mondo per la polimerizzazione del propilene scoperto da Giulio Natta. Con la fine del boom economico iniziò la crisi di molte piccole e medie industrie e anche degli zuccherifici. In pochi anni venne abbandonata la coltivazione della barbabietola e anche il primato nella produzione della frutta andò perduto.
Ferrara è tra le città decorate al valor militare per la guerra di liberazione, insignita della Medaglia d'Argento per i sacrifici delle sue popolazioni e per l'attività nella lotta partigiana durante la seconda guerra mondiale.
La riscoperta e la valorizzazione del patrimonio storico e artistico cittadino culminò con l'inclusione della città nella lista del Patrimonio dell'umanità dell'UNESCO nel 1995.
La città e la sua provincia sono state duramente colpite dal terremoto dell'Emilia del 2012.